# Trenitalia

Logo

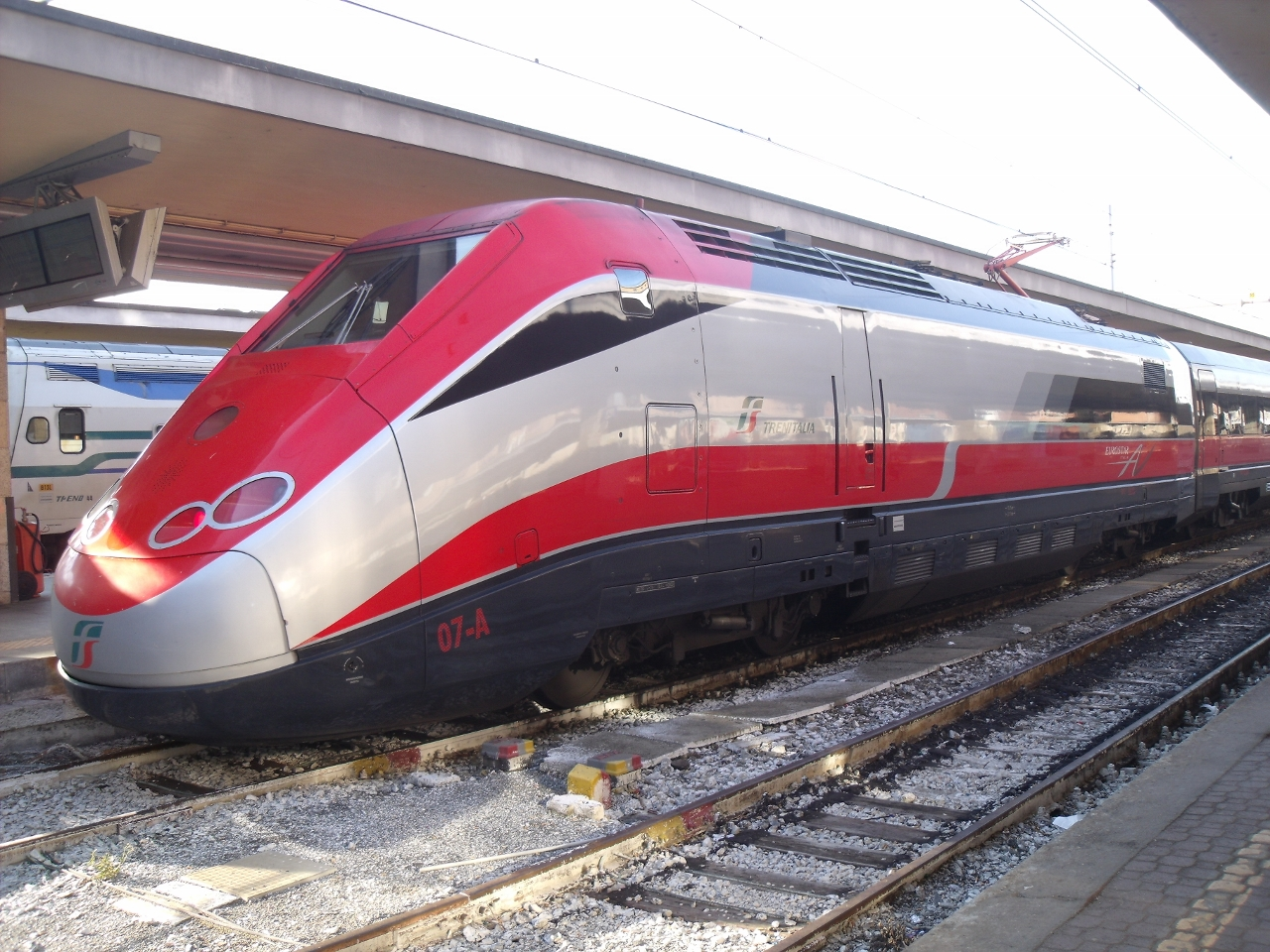
Trenitalia ETR 500 Frecciarossa.

Trenitalia är den största tågoperatören i Italien och ingår i Ferrovie dello Stato Italiane.
Ferrovie dello Stato grundades 1905 och tog då över majoriteten av de olika privatjärnvägarna i Italien.           Under 1980- och 1990-talet genomfördes omfattande strukturförändringar där verksamheten delades upp i olika divisioner och antalet anställda minskades kraftigt. 1992 följde en formell privatisering under namnet Ferrovie dello Stato SpA. År 2000 följde uppdelningen av trafikverksamheten som lades i bolaget Trenitalia och Rete Ferroviaria Italiana som har hand om nätet.